# Li Gen
Dans ce nom, le nom de famille, Li, précède le nom personnel.
Li Gen, (en chinois : 李根), né le 15 août 1988, est un joueur de basket-ball chinois, évoluant au poste d'ailier.

## Palmarès
- Champion d'Asie 2015
- Champion CBA 2014, 2015
- MVP du All-Star Game CBA 2012